# Christian Wilhelm Küstner
Christian Wilhelm Küstner (* 13. Februar 1721 in Leipzig; † 18. Februar 1785 in Leipzig) war ein kursächsischer Jurist und Bürgermeister der Stadt Leipzig.

## Leben

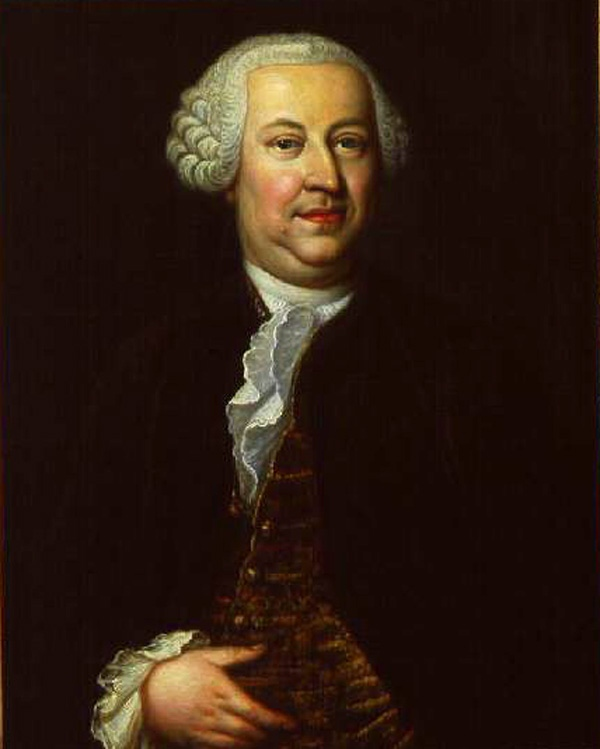
Christian Wilhelm Küstner

Christian Wilhelm Küstner war der Sohn des Leipziger Bürgermeisters Gottfried Wilhelm Küstner und seiner Frau Christiane Elisabeth geborene Winkler. Nach Unterricht bei Privatlehrern besuchte er die Leipziger Thomasschule. Sein Studium begann er an der neu gegründeten Georg-August-Universität Göttingen, kehrte aber nach Leipzig zurück, um hier Mathematik, Philosophie und Geschichte zu studieren. Seine juristische Ausbildung holte er sich an der Universität Wittenberg und wurde 1744 an der Universität Leipzig zum Doktor beider Rechte (Doctor iuris utriusque) promoviert.
1747 erfolgte seine Wahl in den Rat der Stadt. Hier wurde er 1755 Stadtrichter, 1760 Ratssyndicus, 1763 Baumeister und 1765 Proconsul (stellvertretender Bürgermeister). In seinen Ämtern erwarb er sich Verdienste bei der Überwindung der wirtschaftlichen und finanziellen Notlage der Stadt, die durch den Siebenjährigen Krieg hervorgerufen worden war. Schließlich wurde er 1771 zum Bürgermeister gewählt. Dieser Wahl folgten sechs weitere in den Jahren 1773, 1774, 1776, 1777, 1780 und 1782.
1760 wurde Küstner Professor an der juristischen Fakultät, 1762 Erster Consistorialassessor und 1772 Assessor der Juristenfakultät. Ab 1760 war er Mitglied des Domkapitels zu Wurzen und von 1763 bis 1768 Vorsteher der Thomasschule. Er war Kurfürstlicher Geheimer Kammerrat und ab 1783 Kaiserlicher Hofpfalzgraf.
Christian Wilhelm Küstner war zweimal verheiratet. 1754 heiratete er Emerentia Charitas geb. Schneider und 1783 Dorothea Elisabeth verw. Richter geb. Gaudlitz. Aus der ersten, zwanzigjährigen Ehe stammten der Sohn, der Jurist und Ratsherr Ernst Wilhelm Küstner (1759–1836) und vier Töchter, von denen zwei schon im Kindesalter starben.
Küstner besaß mehrere Häuser in der Stadt und ab 1765 auch das Rittergut Paunsdorf, das er verpachtet hatte und nur als Sommersitz nutzte.

## Werke  (Auswahl)
- De pignore in causa judicati capto, Dissertation 1744
- De testamento feminae capite non deminutae ad locum Ciceronis topic., 1768
- Discurs zur Erläuterung der Churf. Sächsischen alten und verbesserten Proceß-Ordnung / von Zuhörern in seinem [M. H. Griebners] Collegio nachgeschrieben, nebst einer Vorrede von J. E. Zschackwitz, auch neuen Zusätzen und Verbesserungen von Chr. W. Küstnern. – Andre Aufl. – Leipzig: Heinsius, 1780